# Ronde van Italië 2010/Tweede etappe
De tweede etappe van de Ronde van Italië 2010 werd op 9 mei verreden en werd evenals de eerste etappe in Nederland verreden.
De startplaats was Amsterdam en het peloton koerste vervolgens over 212,8 km naar de finishplaats Utrecht.

## Verslag

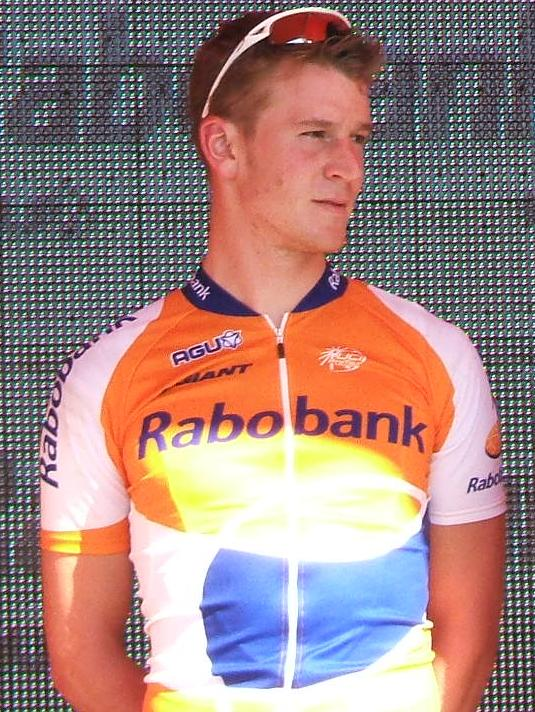
Rick Flens, een van de wegrijders

De renners begonnen om 12:22 uur aan de etappe naar Utrecht. Het startschot werd gegeven door Joop Zoetemelk. Er ontstond een kopgroep van vier man: Mauro Facci (Quick Step), Stefano Pirazzi (Colnago), Paul Voss (Milram) en Rick Flens (Rabobank). Flens werd in de eerste etappe 22e. Tijdens de rit viel Anders Lund (Saxo Bank) van zijn fiets. Na bijna vier uur koers moest Mauro Facci de andere drie laten gaan. Rond 16:22 viel Guillaume Blot (Cofidis). Niet veel later viel ook Joan Horrach (Katjoesja). Door pech reed Tyler Farrar (Team Garmin-Transitions) ver op achterstand. Even later gingen tientallen renners onderuit. In die groep zaten onder anderen Chris Sutton (Team Garmin-Transitions), Francesco Masciarelli (Acqua & Sapone) en de nummer één van het klassement: Bradley Wiggins (Team Garmin-Transitions). Doordat het peloton op de gevallen rijders wachtte liep de kopgroep uit tot dik zes minuten. Rond 16:44 reed Paul Voss weg uit de kopgroep. Martin Kohler (BMC Racing Team) kon door de valpartij niet meer verder. Rick Flens loste Paul Voss af als koploper. Het peloton kon de renner zien rijden. Rond 16:50 viel Dmitri Kozontsjoek (Rabobank). Niet veel later de tweede tegenslag voor de Rabobank-ploeg: Flens werd door het peloton ingehaald. Na een heel warrige slotfase met nog enkele valpartijen, waarbij onder anderen Filippo Pozzato betrokken was, verbrokkelde het peloton. Leider Bradley Wiggins was niet bij de eerste groep, en ging zelf mee in de achtervolging. Ook Carlos Sastre, Damiano Cunego en Gilberto Simoni geraakten achterop en verloren kostbare seconden. Ze geraakten er niet meer bij, en de eerste groep sprintte voor de eindzege. Greg Henderson ging van ver aan, maar kon het niet volhouden. De Amerikaan Tyler Farrar kwam er nog over, en eindigde met een fietslengte voorsprong op Matthew Goss en Fabio Sabatini.

## Uitslagen
| Uitslag etappe | Uitslag etappe      | Uitslag etappe | Uitslag etappe |
| rang           | renner              | land           | tijd           |
| -------------- | ------------------- | -------------- | -------------- |
| 1              | Tyler Farrar        | USA            | 4u 56'46"      |
| 2              | Matthew Goss        | AUS            | z.t.           |
| 3              | Fabio Sabatini      | ITA            | z.t.           |
| 4              | André Greipel       | GER            | z.t.           |
| 5              | Alessandro Petacchi | ITA            | z.t.           |
| 6              | Chris Sutton        | AUS            | z.t.           |
| 7              | Robbie McEwen       | AUS            | z.t.           |
| 8              | Graeme Brown        | AUS            | z.t.           |
| 9              | Julian Dean         | NZL            | z.t.           |
| 10             | Sacha Modolo        | ITA            | z.t.           |

| Algemeen klassement | Algemeen klassement  | Algemeen klassement | Algemeen klassement | Algemeen klassement |
| rang                | renner               | land                | ploeg               | tijd                |
| ------------------- | -------------------- | ------------------- | ------------------- | ------------------- |
|                     | Cadel Evans          | AUS                 | BMC Racing Team     | 5u 07'09"           |
| 2                   | Tyler Farrar         | USA                 | Garmin-Slipstream   | +00'01"             |
| 3                   | Aleksandr Vinokoerov | KAZ                 | Astana              | +00'03"             |
| 4                   | Richie Porte         | AUS                 | Saxo Bank           | +00'03"             |
| 5                   | David Millar         | GBR                 | Garmin-Slipstream   | +00'04"             |
| 6                   | Jos van Emden        | NED                 | Rabobank            | +00'07"             |
| 7                   | Vincenzo Nibali      | ITA                 | Liquigas            | +00'08"             |
| 8                   | Tom Stamsnijder      | NED                 | Rabobank            | +00'09"             |
| 9                   | Marcel Sieberg       | GER                 | Team HTC-Columbia   | +00'10"             |
| 10                  | Matthew Goss         | AUS                 | Team HTC-Columbia   | +00'13"             |

## Nevenklassementen
| Puntenklassement | Puntenklassement | Puntenklassement | Puntenklassement        | Puntenklassement |
| rang             | renner           | land             | ploeg                   | punten           |
| ---------------- | ---------------- | ---------------- | ----------------------- | ---------------- |
|                  | Tyler Farrar     | USA              | Team Garmin-Transitions | 25               |
| 2                | Bradley Wiggins  | GBR              | Team Sky                | 25               |
| 3                | Matthew Goss     | AUS              | Team HTC-Columbia       | 20               |

| Bergklassement | Bergklassement  | Bergklassement | Bergklassement   | Bergklassement |
| rang           | renner          | land           | ploeg            | punten         |
| -------------- | --------------- | -------------- | ---------------- | -------------- |
|                | Paul Voss       | GER            | Team Milram      | 4              |
| 2              | Stefano Pirazzi | ITA            | Colnago-CSF Inox | 4              |
| 3              | Rick Flens      | NED            | Rabobank         | 4              |

| Jongerenklassement | Jongerenklassement | Jongerenklassement | Jongerenklassement | Jongerenklassement |
| rang               | renner             | land               | ploeg              | tijd               |
| ------------------ | ------------------ | ------------------ | ------------------ | ------------------ |
|                    | Richie Porte       | AUS                | Team Saxo Bank     | 5u 07'12"          |
| 2                  | Jos van Emden      | NED                | Rabobank           | +0'04"             |
| 3                  | Tom Stamsnijder    | NED                | Rabobank           | +0'06"             |

| Ploegenklassement | Ploegenklassement | Ploegenklassement | Ploegenklassement | Ploegenklassement |
| rang              | ploeg             | land              | tijd              |                   |
| ----------------- | ----------------- | ----------------- | ----------------- | ----------------- |
|                   | Team Saxo Bank    | DEN               | 15u 21' 48"       |                   |
| 2                 | Team HTC-Columbia | USA               | +0' 06"           |                   |
| 3                 | Astana            | KAZ               | +0' 07"           |                   |

## Opgaves
- Martin Kohler (BMC Racing Team)

1e etappe ·
2e etappe ·
3e etappe ·
4e etappe ·
5e etappe ·
6e etappe ·
7e etappe ·
8e etappe ·
9e etappe ·
10e etappe ·
11e etappe ·
12e etappe ·
13e etappe ·
14e etappe ·
15e etappe ·
16e etappe ·
17e etappe ·
18e etappe ·
19e etappe ·
20e etappe ·
21e etappe
Startlijst · Eindstanden · Afbeeldingen